# Бойс, Лиам
Лиам Бойс (англ. Liam Boyce; род. 8 апреля 1991, Белфаст) — североирландский футболист, нападающий клуба «Дерри Сити» и сборной Северной Ирландии.

## Клубная карьера
Бойс начал карьеру в клубе «Клифтонвилл». В своём дебютном сезоне он забил 19 мячей во всех соревнованиях и стал лучшим бомбардиром команды. В 2010 году активный интерес к Лиаму проявлял шотландский «Селтик» и немецкий «Гройтер», но в результате он перешёл в бременский «Вердер», где недолго выступал за дублирующий состав. В начале 2012 года Бойс вернулся в «Клифтонвилл». В первом же сезоне после возвращения он помог клубу выиграть чемпионат и Кубок лиги, а сам стал лучшим бомбардиром первенства. В следующем сезоне Бойс почти полностью повторил достижение выиграв чемпионат и Кубок, но стал третьем в списке бомбардиров.
Летом 2014 года у Лиама закончился контракт и он на правах свободного агента перешёл в «Росс Каунти». 10 августа в матче против «Сент-Джонстон» он дебютировал в шотландской Премьер лиге. 16 августа в поединке против «Килмарнока» Бойс забил свой дебютный гол за «Росс Каунти». 13 апреля 2015 года в матче против «Сент-Миррена» он сделал хет-трик. В сезоне 2016/2017 года Лиам стал лучшим бомбардиром команды.
Летом 2017 года Бойс перешёл в английский «Бертон Альбион», подписав контракт на три года. Спустя несколько недель Лиам получил серьёзную травму колена.
В январе 2020 года Лиам Бойс перешел в шотландский клуб «Харт оф Мидлотиан». В своем первом матче за клуб он забил победный гол на 83 минуте.

## Международная карьера
9 февраля 2011 года в матче Кубка четырёх наций против сборной Шотландии Бойс дебютировал за сборную Северной Ирландии. 2 июня 2017 года в товарищеском матче против сборной Новой Зеландии Лиам забил свой первый гол за национальную команду.

### Голы за сборную Северной Ирландии
| #   | Дата        | Место                                    | Противник      | Счёт | Результат | Соревнование      |
| --- | ----------- | ---------------------------------------- | -------------- | ---- | --------- | ----------------- |
| 01. | 2 июня 2017 | Уиндзор Парк, Белфаст, Северная Ирландия | Новая Зеландия | 1:0  | 1:0       | Товарищеский матч |

## Достижения
Клубные
«Клифтонвилл»
- Чемпионат Северной Ирландии по футболу —2012/13, 2013/14
- Обладатель Кубка лиги — 2012/13, 2013/14

Индивидуальные
- Лучший бомбардир чемпионата Северной Ирландии (29 мячей) — 2013/14
- Лучший бомбардир чемпионата Шотландии (23 мяча) — 2016/17